# Какчикели

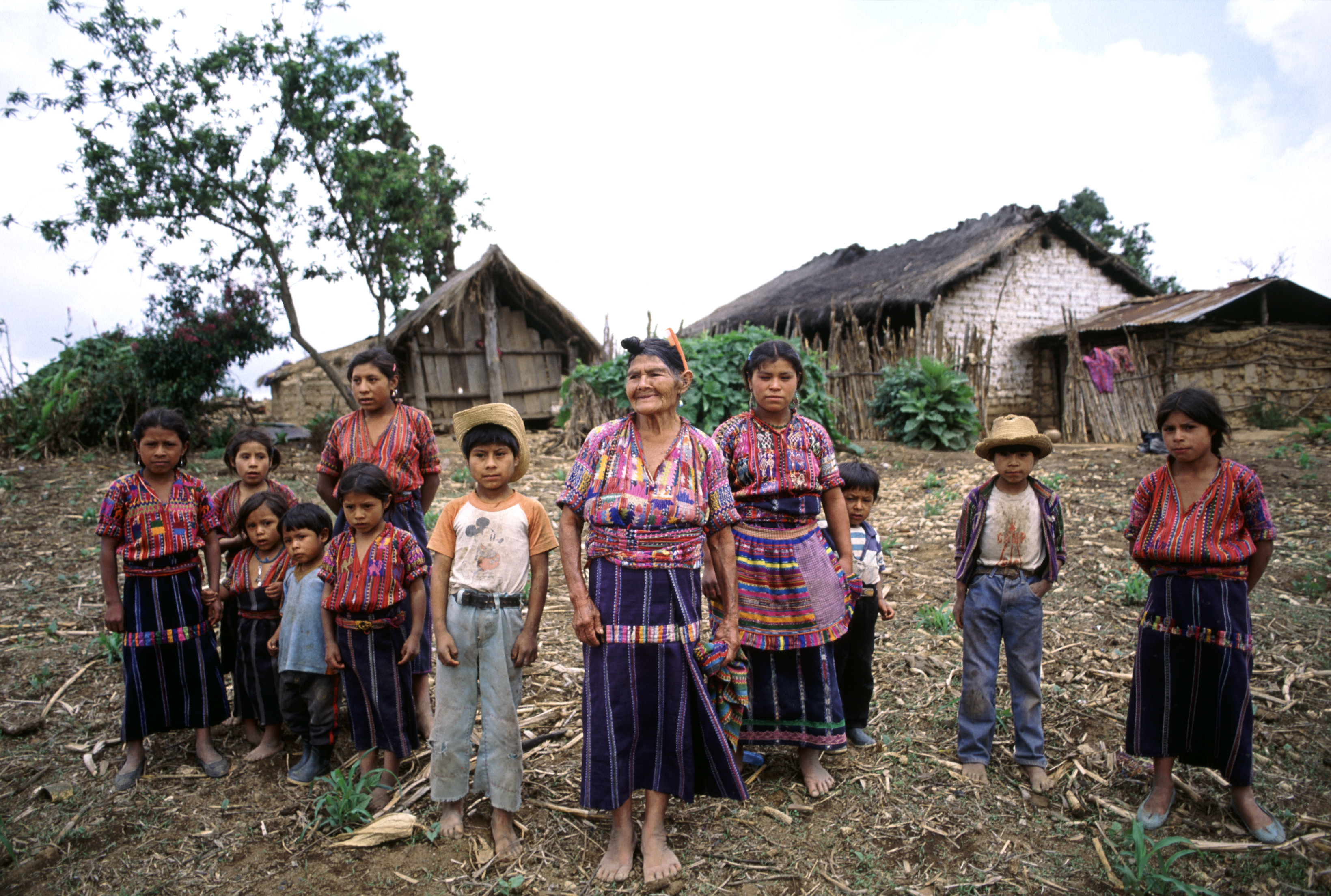
Семья какчикели в Гватемале (1993)

Какчике́ли, исп. Kaqchikel, ранее писалось Cakchiquel — один из коренных народов западно-центрального нагорья Гватемалы. Относятся к народам майя. На какчикельском языке в настоящее время говорят около 400 тыс. человек. Небольшое количество какчикелей проживает в Мексике. Говорят на языке какчикель.

## История
Столицей государства Какчикель был город Ишимче. Подобно народу киче, во главе государства Какчикель стояло 4 правителя: Цоциль, Шахиль, Тукуче и Акахаль, отвечавшие за управление, военную и религиозную сферы. Враждовали с соседним майяским государством Киче и помогали испанцам в войне против них.
Город Ишимче был завоёван испанцами во главе с Педро де Альварадо в 1524 г. Первая колониальная столица Гватемалы, Текпан-Гватемала, была основана рядом с Ишимче 25 июля 1524 года. 22 ноября 1527 года, после нескольких какчикельских восстаний, столицу перенесли в Сьюдад-Вьеха, около Антигуа-Гватемала.
Какчикели записали историю своего народа в книге Анналы Какчикелей, также известной как Мемориал Сололы.
В настоящее время какчикели занимаются сельским хозяйством. В их культуре наблюдается сплав наследия майя и испанской колонизации.

## Правители
Титул: ах-поп-шахиль
- Гагавиц (лег. ок. 1200).
- Кай-Нох.
- Кай-Бац.
- Китан-Кату.
- Котбалкаан.
- Алинам.
- Штаме-Сакентоль.
- Чийок-Куэх-Эхгуг.
- Тиатах-Акбаль.
- Шиутемаль (Шикецаль)(ок. 1390 - 1420).
- Рахамун (ок. 1420 - 40).
- Вукубац (ок. 1440 - 70).
- Хун-Тох (ок. 1470 - 1500).
- Каблахух-Тихаш (ок. 1500 - 11).
- Ошлахух-Ци (1511 - 12)*
- Хуниг (1512 - 23).
- Белехеб-Кат (Синакам)(1523 - 26, уб. 1532)*
- Кахи-Имох (Хорхе де Солола)(1533 - 40)*